# Остьяс и Ошъяс
Братья Остьяс и Ошъяс — мифологические предки народов коми, легендарные правители прошлого во времена всеобщего изобилия там, где восходит солнце. Культ братьев-близнецов, родоначальников и героев, практически не известен финно-уграм. Тем интереснее присутствие Остьяса и Ошъяса в мифологии коми.

## Времена изобилия и изгнание из мифической страны
Во времена правления Остьяса и Ошъяса боги благосклонно относились к человеку: рос обильный урожай, о стихийных бедствиях не знали, злые духи не прорывались на поверхность земли (ср. «Золотой век»). Однако за изобилие и вольготные условия жизни приходилось платить страшную цену — приносить человеческие жертвы прафинноугорскому богу Йомалю или свирепому и кровожадному богу Шурме, который питался человечиной и запивал её тёплой овечьей кровью.
Еженедельно рацион его питания включал двух мальчиков, двух девочек и трёх овец. Но однажды произошёл сбой в нормативе. Близнецы отказались жертвовать людьми и за это боги послали к ним орудие возмездия — гигантского коршуна, крылья которого издавали гром, клюв извергал пламя. Он изничтожил весь народ, изгнал братьев из мифической страны на запад в дремучие леса.
Братья не раз пытались украдкой опять добраться до страны изобилия, однако коршун когтем провёл борозду, которая превратилась в реку. Однако братья изобрели плот и попытались перебраться через буруны реки. Тогда коршун обронил перо и оно превратилось в Уральские горы, навсегда отделившие народ коми от мифической прародины.